# 1969 Alain
Az 1969 Alain (ideiglenes jelöléssel 1935 CG) a Naprendszer kisbolygóövében található aszteroida. Sylvain Julien Victor Arend fedezte fel 1935. február 3-án.